# 苯胺
苯胺（英語：Aniline）又称阿尼林油、氨基苯，分子式：C
6H
7N（结构简式：C
6H
5NH
2），分子量：93.128，CAS编号：62-53-3。苯胺是最重要的芳香族胺之一，腐魚味，燃燒的火焰會生煙。
苯胺是最重要的胺類物質之一。主要用于制造染料、药物、树脂，还可以用作橡胶硫化促进剂等。它本身也可作为黑色染料使用。其衍生物甲基橙可作為酸鹼滴定用的指示劑。

## 结构

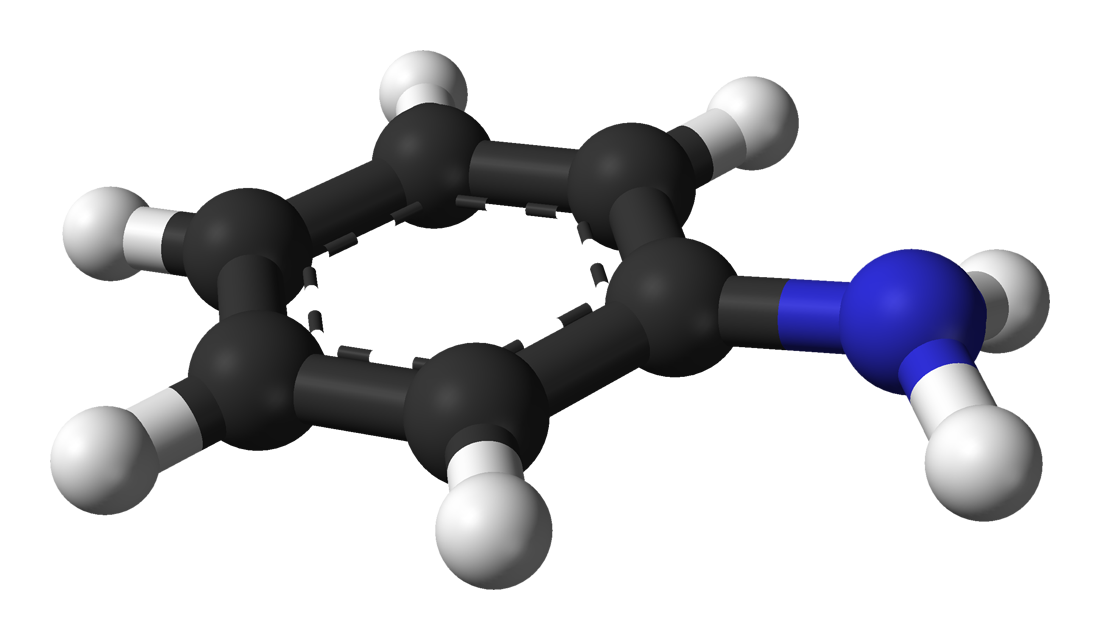
苯胺的晶体结构在252K时的球棍模型

苯胺的氨基是有轻微三角锥化的立体结构，氮的杂化程度介于sp2和sp3之间。结果便是，氮的孤对电子处于具有较多p特性的spx杂化轨道中。由于孤对电子与苯环的离域，苯胺中的氨基相比于脂肪胺中氨基的更平坦（即，H-N-H平面与苯环平面的二面角更大）。这样的几何结构反映了两个互相影响的因素：1）氮孤在s占比更大的轨道中稳定化，倾向于三角锥形（通常s轨的能量更低），而2）氮的孤对电子在芳环上的离域又有利于分子的平面化（当为纯p轨与苯环π键轨道重合面积最大）。
同样的，给电子基团取代的苯胺衍生物的氨基立体结构更加三角锥化，而吸电子基取代的则更加平面化。苯胺中大约有12%的孤对电子是s轨特征，对应为sp7.3杂化。（作为参考，烷基胺上氮的孤对电子杂化方式接近于sp3。）
C-N键与H-N-H角平分线的夹角为142.5°。（作为参考，sp3杂化的甲胺的该夹角约为125°，sp2杂化的甲酰胺的该夹角为180°。）
C-N键键长也相应地变短，在苯胺中C-N键长为1.41Å，在环己胺中为1.47Å，确认了氮与碳间存在的离域效应。

## 製備
工业上制取苯胺涉及以下两步。首先，苯在 50~60 °C 在浓硫酸和浓硝酸的混合物硝化，得到硝基苯；后者再被催化加氢还原（反应温度通常在 200~300 °C 之间）。
苯胺亦可由氨气和苯酚制得，后者常使用异丙苯法制得。
商业上，有三档纯度不同的苯胺通过标牌区分：蓝色标牌的阿尼林油（高纯苯胺）；红色标牌的阿尼林油（混有一定量的甲基苯胺）；以及制取番红用的苯胺，通常是从品红中蒸馏出的。

## 物理性质
- 外观与性状：无色或微黄色油状液体，有强烈气味。
- 熔点（℃）：-6.2
- 相对密度（水=1）：1.02
- 沸点（℃）：184.4
- 相对蒸气密度（空气=1）：3.22
- 分子式：C6H7N
- 分子量：93.128
- 粘度，CP 3.71（25℃）
- CAS号62-53-3
- 饱和蒸气压（kPa）：2.00（77℃）
- 燃烧热（kJ/mol）：3389.8
- 临界温度（℃）：425.6
- 临界压力（MPa）：5.30
- 辛醇/水分配系数的对数值：0.94
- 折光率1.5863
- 闪点（℃）：70
- 爆炸上限%（V/V）：11.0
- 爆炸下限%（V/V）：1.3
- 溶解性：微溶于水，溶于乙醇、乙醚、苯。

## 化学性质
弱碱性，由於苯環穩定了氮上的孤對電子，使其鹼性較脂肪族胺類低了許多。苯胺能与盐酸化合生成盐酸盐，与硫酸化合成硫酸盐。能起卤化、乙酰化、重氮化等作用。遇明火、可燃。

### 鹼性
氮上孤对电子与苯环上π电子相互构成一个大的共轭系统而变得稳定，与此同时离域也降低了氮上电子云的密度，减弱了其质子化的能力，因此苯胺的碱性比环己胺弱103倍(杂化时含有较多的s成分时对氮孤的控制更强)。
苯胺会与强酸反应形成苯铵阳离子（C6H5-NH3 +)，也會與鋅、鋁、鐵（III）離子形成鹽類沉澱，加熱其鹽類會釋放氨氣。

### 化學活性
氨基是活化基团，它能使苯环活化。苯胺更容易进行亲电取代反应，如和溴水作用，立刻形成2,4,6-三溴苯胺。如果要得到一溴产物，则需要用乙酸酐对氨基保护，形成乙酰苯胺，然后再和溴反应，水解之后得到对溴苯胺。

### 生成重氮盐
苯胺与亚硝酸在0~5℃反应，可以得到重氮盐。

## 用处
苯胺主要用于生产4,4'-二氨基二苯甲烷。这个二胺之后会和光气反应，生成聚氨酯的前体二苯基甲烷二异氰酸酯。

大部分苯胺都用于生产聚氨酯的前体4,4'-二氨基二苯甲烷。

苯胺的其它用处包括生产橡胶加工化学品（9%）、除草剂（2%）和染料（2%）。它还可以合成像是对乙酰氨基酚的药物，而苯胺在染料工业中最主要的用途是生产靛蓝。

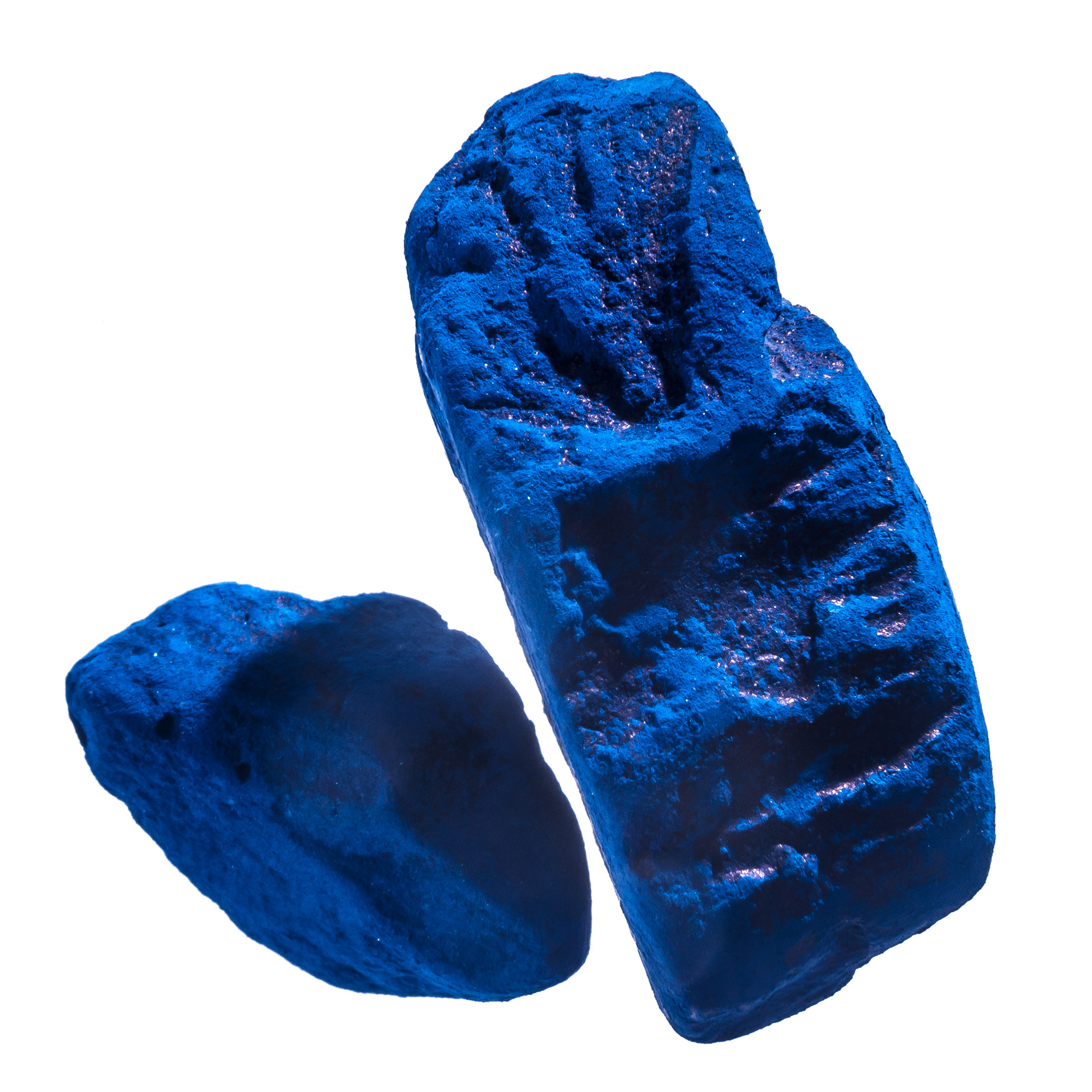
一块由苯胺生产的靛蓝

## 生化特性
- 健康危害：该品主要引起高铁血红蛋白血症、溶血性贫血和肝、肾损害。易经皮肤吸收。急性中毒：患者口唇、指端、耳廓紫绀，有头痛、头晕、恶心、呕吐、手指发麻、精神恍惚等；重度中毒时，皮肤、粘膜严重青紫，呼吸困难，抽搐，甚至昏迷，休克。出现溶血性黄疸、中毒性肝炎及肾损害。可有化学性膀胱炎。眼接触引起结膜角膜炎。慢性中毒：患者有神经衰弱综合征表现，伴有轻度紫绀、贫血和肝、脾肿大。皮肤接触可引起湿疹。
- 环境危害：对环境有危害，对水体可造成污染。
- 燃爆危险：该品可燃，有毒。
- 毒理：苯胺经呼吸道、消化道、皮肤进入人体。生产中经皮肤吸入为主要途径。温度、湿度增加，吸收增加。入血后经氧化作用形成对氨基酚由尿排出。尿中对氨基酚量与高铁血红蛋白量平行关系。呼吸道吸入的少量苯胺以原形有呼吸道排出。苯胺的毒性主要与其代谢产物苯胲有关，苯基羟胺很强的高铁血红蛋白形成能力，使血红蛋白失去携氧能力，机体缺氧、溶血，引起中枢神经系统、心血管系统和其他脏器损伤。